# 2020年宏願 (盧旺達)
《2020年宏願》（英語：Vision 2020）為盧旺達政府推出的國家發展藍圖，於2000年由盧旺達總統保羅·卡加梅提出。該政策訴求將盧旺達於2020年前轉型為以知識為基礎的中等收入國家，除改善貧困和衛生問題，亦將盧旺達打造為一個團結且民主的國家。

## 概要
該願景訴求盧旺達於2020年要實現以下目標：
- 善治
- 高效政府
- 人才培養，包括教育、衛生和信息技術
- 活躍的民營經濟
- 完善的基礎建設
- 現代化的農業與畜牧業

## 歷史
1990年代末期，當時擔任副總統的卡加梅便已著手國家發展的藍圖，他除了向國內各界徵詢意見，亦向國外專家取經，尤其重視那些轉型成功的新興經濟體的經驗，這些國家包括中國、新加坡和泰國。卡加梅就任總統之後，他根據這些人的意見訂定了稱為《2020年宏願》的國家發展方針。該政策旨在團結所有盧旺達人，並將盧旺達由極為貧困的國家轉型為中等收入國家。該計畫並為政府訂定了一系列可量化指標，並將2020年設為達成目標的期限，這些項目包含了重建家園、基礎建設、改善交通、提高政府效能、提高農業產值、促進民營事業發展和提高教育和衛生水平。

## 進度
2011年，盧旺達財政與經濟規劃部針對《2020年宏願》的實施進度發表了一份報告，該報告將《宏願》中設定的44個指標依落實進度不同分為三個評級，分別為「正常」（On-track）、「待觀察」（On-watch）和「落後」（Off-track）。44個指標當中，有66%的指標被評為「正常」，11%的指標為「待觀察」，22%的指標為「落後」，其中被評為「落後」的指標多和人口、貧困和環境有關。除盧旺達政府外，比利時學界的一群專家亦於2012年以第三方身分對《2020年宏願》做出了評比，並對該政策落實的進度給予高度評價，尤其在提高教育與衛生水平和建立友善經商環境方面獲得的評價最高。此外，該評比亦指出《2020年宏願》的不足之處，比如點名該政策以「成長最大化」為目標將不可避免地加大城鄉差距。
2013年，卡加梅接受《金融時報》旗下的《這就是非洲》雜誌採訪時表示：「我們在思考問題時一向以人民的福祉為中心。我們在制定國家的年度預算時，總是將教育、衛生、科技、人才、創新和創造力視為優先項目。我們總是想著人民、人民、人民。」

### 引用
1. 1 2 3  MINECOFIN (I).
2. 1 2 3  Kinzer 2008，第226–227頁.
3. 1 2 3  MINECOFIN (II) 2011，第2頁.
4. 1 2  Ansoms & Rostagno 2012.
5. ↑  . 這就是非洲. 2013年11月18日  [2013年12月4日]. （原始内容存档于2013年11月30日）.

### 來源
- Ansoms, An; Rostagno, Donatella. . Review of African Political Economy. 2012-09-01, 39 (133): 427–450. ISSN 0305-6244. doi:10.1080/03056244.2012.710836.
- Kinzer, Stephen.  Hardcover. Hoboken, N.J.: John Wiley & Sons. 2008  [2020-03-15]. ISBN 978-0-470-12015-6. （原始内容存档于2014-06-10）.
- Ministry of Finance and Economic Planning (MINECOFIN) (I), Republic of Rwanda. .   [2013-05-13]. （原始内容存档于2012-09-15）.
- Ministry of Finance and Economic Planning (MINECOFIN) (II), Republic of Rwanda.  (PDF). 2011  [2013-05-13]. （原始内容 (PDF)存档于2014-01-04）.

## 外部連結
- . 經濟發展與脫貧策略，盧旺達政府. 2013年  [2013-07-29]. （原始内容存档于2013-10-25）.
- . Rwanda Chamber. 2013年  [2013-09-03]. （原始内容存档于2013-10-29）.